# 朗波勒普卢达尔梅佐
朗波勒-普卢达尔梅佐（法語：Lampaul-Ploudalmézeau，法語發音：[lɑ̃pɔl pludalmezo]）是法国菲尼斯泰尔省的一个市镇，属于布雷斯特区。

## 地理
朗波勒-普卢达尔梅佐（48°33'41"N, 4°39'21"W）面积6.35 平方千米，位于法国布列塔尼大區菲尼斯泰尔省，该省份为法国最西部的省份，位于布列塔尼半岛西部，北西南三面环大西洋，东临阿摩尔滨海省和莫尔比昂省。
与朗波勒-普卢达尔梅佐接壤的市镇（或旧市镇、城区）包括：普卢达尔梅佐、普卢甘、圣帕比。
朗波勒-普卢达尔梅佐的时区为UTC+01:00、UTC+02:00（夏令时）。

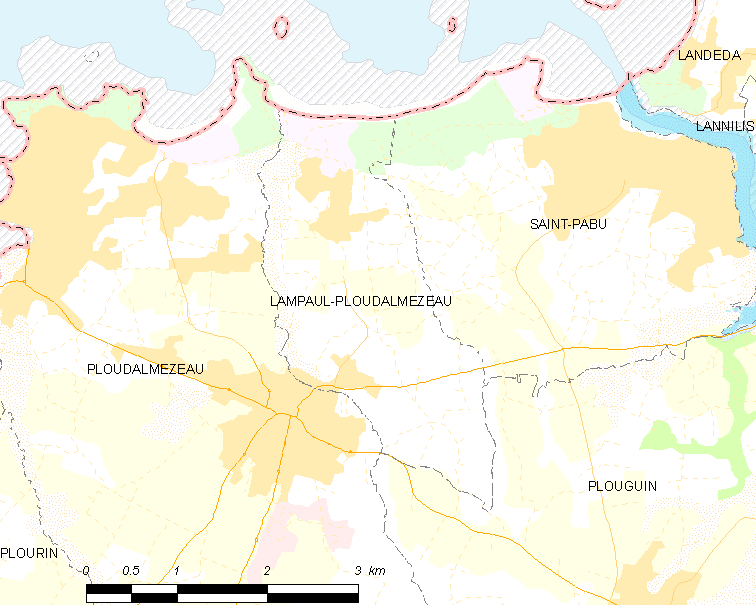
朗波勒-普卢达尔梅佐的OSM定位图

## 行政
朗波勒-普卢达尔梅佐的邮政编码为29830，INSEE市镇编码为29099。

## 政治
朗波勒-普卢达尔梅佐所属的省级选区为普拉贝内克县。

## 人口

1962-2008年间朗波勒-普卢达尔梅佐人口变化图示

朗波勒-普卢达尔梅佐于2022年1月1日时的人口数量为815人。